# Платамонска крепост
Платамонската крепост (на гръцки: Κάστρο Πλαταμώνα) е крепост в Южна Македония, Гърция, една от най-добре запазените в страната.

## Местоположение
Крепостта е разположена югоизточно от планината Олимп, на морския бряг, и има стратегическа позиция, тъй като контролира входа на Темпейската долина откъм Македония и пресичането на долината по пътя Македония-Тесалия.

## История
Крепостта е построена на мястото на античния град Ираклия (Хераклия). Топонимът Платамонас се споменава за пръв пътв 1198 година в хрисовул на византийския император Алексий I Комнин. Най-вероятно на това място още през X век е имало крепост. След Четвъртия кръстоносен поход и падането на Константинопол в 1204 година, Платамонас попада под юрисдикцията на Бонифаций Монфератски, крал на Солунското кралство, който, следвайки феодалните практики на Запада, го предоставя на лангобардския рицар Роландо Пискиа, който построява крепостта в сегашния ѝ вид. Замъкът остава в латински ръце за много кратко време. Окупиран е през 1218 година от епирския деспот Теодор Комнин, а след битката при Пелагония в 1259 година от император Михаил VIII Палеолог. Около 1385 година крепостта попада в ръцете на османските турци, които я поддържат в добро състояние, тъй като им служи като база за операции срещу бунтовници в Олимп. В 1425 година Венецианската република превзема крепостта с операция, при която 100 турци са изгорени живи в нея, но в 1427 година османците си я връщат. В 1770 година крепостта е окупирана за кратко от гръцки бунтовници, което се случва и в 1825 година по време на Гръцката война за независимост и в 1878 година Олимпийското въстание. В 1897 година по време на Гръцко-турска война крепостта е бомбардирана от капитан Константинос Сахтурис и оттогава е изоставена от турците. На 15-16 август 1941 година по време на Битката за Гърция в района на Платамонас новозеландски батальон се сблъсква с немски части, които бомбардират крепостта и новозеландците отстъпват.

## Описание
Крепостта има долен град, горен град (акропол) и централна кула. Външната стена има многоъгълна форма. Външното заграждение е просторно, а входът му е от югоизточната страна. От същата страна има разрушен вал. Височината на стените достига 9,5 m вдясно от входа и 7,5 m вляво, като дебелината варира между 1,2 и 2 m. От североизточната страна се издига величествената централна кула на отбранителния комплекс с осмоъгълна форма, висока 16 m и дебела 2 m, чийто вход от съображения за сигурност е на височина 2 m от земната повърхност. Над двете порти е имало друга кула, сега разрушена. В района на крепостта единствена от петте съществували църкви е запазена „Света Параскева“, превърната в джамия по време на османското владичество. В южния край на укреплението е запазена квадратна кула на височина около 5 m.